# Gare de Aegviidu
 (août 2024).
Si vous disposez d'ouvrages ou d'articles de référence ou si vous connaissez des sites web de qualité traitant du thème abordé ici, merci de compléter l'article en donnant les références utiles à sa vérifiabilité et en les liant à la section « Notes et références ».
La gare de Aegviidu est une gare ferroviaire située à Aegviidu en Estonie.

## Situation ferroviaire
La gare d'Aegviitu dispose de 5 paires de rails avec un total de 15 virages.

## Histoire
Elle est ouverte dans le cadre de la création de des Chemins de fer de la Baltique pour relier st-Petersbourg aux ports de la Baltique.
La construction du chemin de fer a joué un rôle important dans le développement de la région, car auparavant, il n'y avait que quelques maisons dans la colonie. La liaison ferroviaire a accru l'importance du lieu en tant que centre d'artisanat et de commerce, ainsi que lieu d'été et de vacances apprécié.

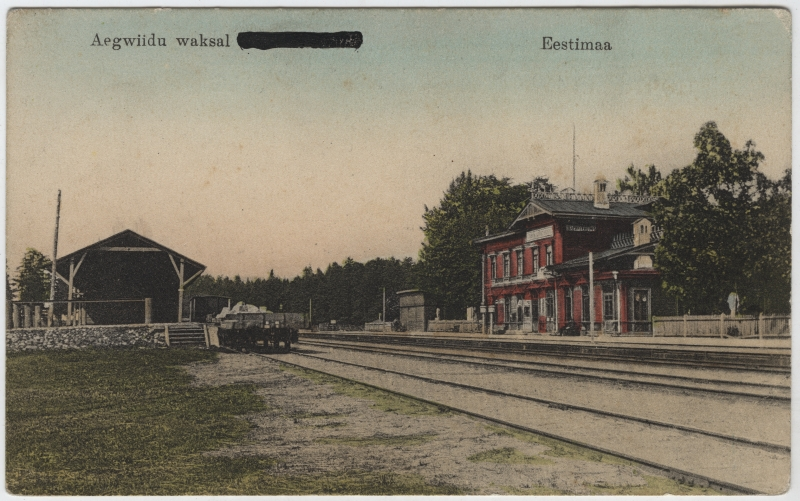
La gare passager (droite) et gare de fret (gauche) en 1915.